# Megatarsodes baltealis
Megatarsodes baltealis là một loài bướm đêm trong họ Crambidae.